# Université Abdullah-Gül
 (janvier 2015).
Si vous disposez d'ouvrages ou d'articles de référence ou si vous connaissez des sites web de qualité traitant du thème abordé ici, merci de compléter l'article en donnant les références utiles à sa vérifiabilité et en les liant à la section « Notes et références ».

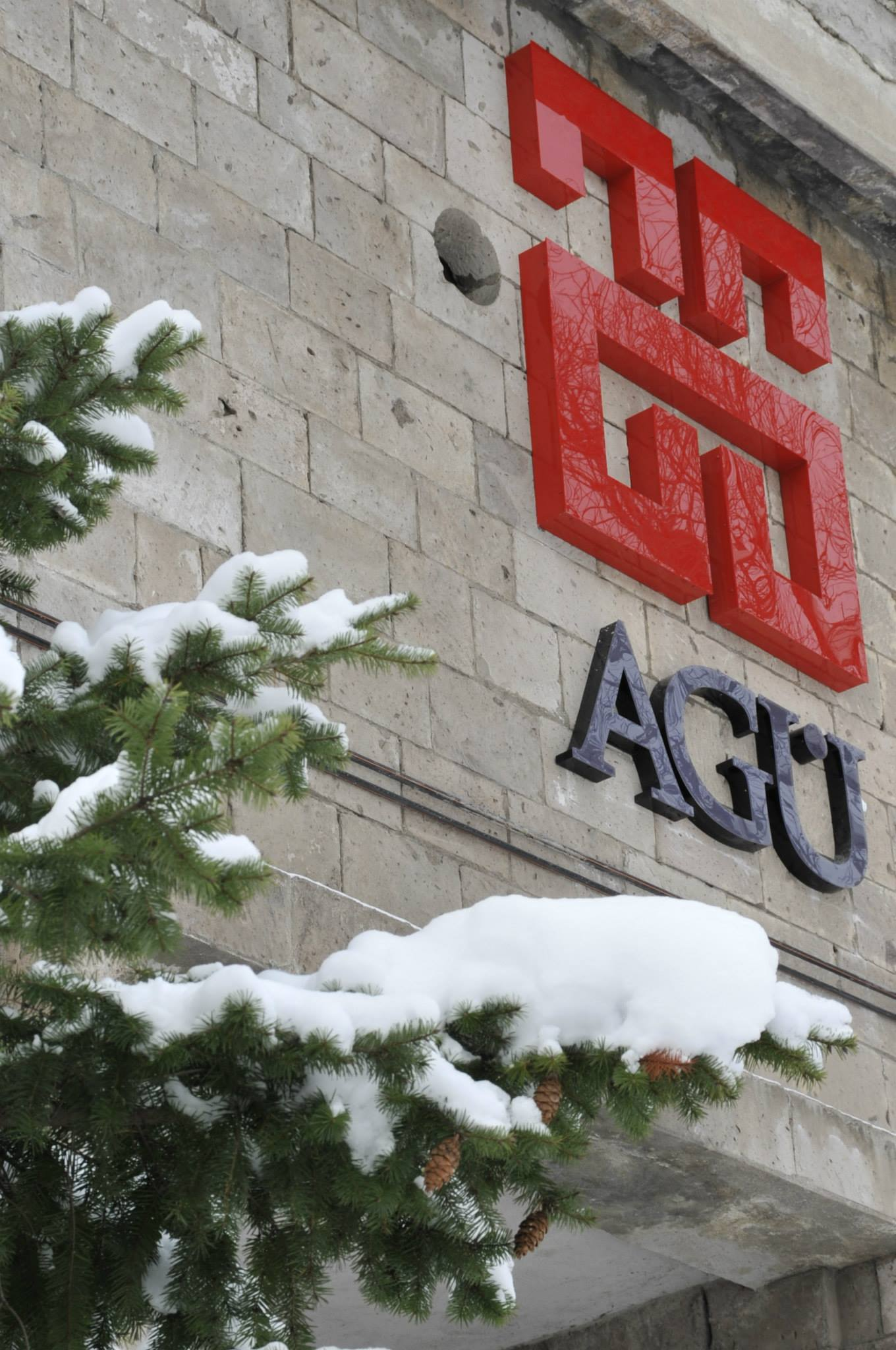
AGU en hiver

L’université Abdullah-Gül (AGU) est une université d’État située à Kayseri, en Turquie.

## Description
L’université, inaugurée en 2010, comprend 5 écoles et 14 programmes de premier et deuxième cycles (undergraduate et graduate). Tous les cours sont enseignés en Anglais. Elle accepte les étudiants depuis l'année scolaire 2013-2014.
L’emplacement principal de l'université est le campus de Sümer, à proximité du centre-ville. La superficie totale du campus est de 280 000 m2. L’université a également entamé la construction d’un second campus, le campus de Mimar Sinan, à l’extérieur du centre-ville qui couvrira une surface totale de plus de 360 000 m2.
En 2015, tous les programmes de licence de l'université Abdullah-Gül étaient classés dans le Top 7 par université du Classement National des Universités d'État en Turquie, parmi 114 universités d'État.

## Histoire
L’université doit son nom au 11e président de la République turque, Abdullah Gül, et fut officiellement inaugurée le 21 juillet 2010. 
Le premier campus d’AGU fut établi dans les anciens bâtiments du premier complexe industriel turc. Ce lieu de grande importance historique fut ainsi transformé en un lieu de grande importance éducationnelle.
L’université a également entamé la construction d'un second campus, celui de Mimar Sinan[Quand ?].

## Écoles et programmes
L’université Abdullah-Gül comprend actuellement[Quand ?] 14 programmes divisés en 5 écoles :
- École de Génie : Génie Informatique (B.Sc), Génie Civil (B.Sc), Génie Électrique et Électronique (B.Sc), Génie Industriel (B.Sc), Génie Mécanique (B.Sc), Génie des Matériaux et de la Nanotechnologie (M.Sc), Génie des Matériaux et de la  Mécanique (PhD), Génie Électrique et Informatique (M.Sc et PhD), Génie Industriel (M.Sc et PhD)
- École d'Architecture : Architecture (B.Sc)
- École de Leadership et de Management : Administration des Affaires (B.Sc)
- : Bio-Ingénierie (M.Sc)
- École de Langues AGU (AGUSL) : les étudiants dont le niveau d'anglais n'est pas suffisant pour suivre les cours de faculté ont la possibilité de s'inscrire au programme préparatoire d'anglais de l'AGUSL avant d’intégrer officiellement leurs facultés respectives. La AGUSL offre aussi à tous les étudiants la possibilité d'acquérir une certaine familiarité avec une deuxième langue étrangère.

## Centres et instituts
- AGU Academy: Centre de Formation Continue. AGU Academy propose des formations et services d'obtention de certificats internationaux à divers groupes d'âge. Les chefs d'entreprise et leurs employés Kayssariotes peuvent suivre des formations continues dans les domaines du Management, de la Finance, du Marketing et des Ressources Humaines. Par le biais de l'AGU Academy, l'université Abdullah-Gül est également un centre d'examen SAT.

- AGU Children's University : Centre de Formation pour Enfants Doués. La "Children's University" propose des sessions de formation et activités extra-scolaires à des enfants d'âge divers, afin de développer leurs talents et leur potentiel.

- Bureau de Recherche et Développement. En collaboration avec Kayseri Tekno Park et le Bureau de Transfert de la Technologie (TTO), Le Bureau de Recherche, du Développement et de l'Innovation de l'Université Abdullah Gül soutient les chercheurs dans la rédaction de propositions de recherche, la recherche de partenaires de recherche, ainsi que la rédaction de demandes de financement. Le Bureau organise également des sessions d'information et de formation sur les opportunités de financement, les programmes de soutien, les droits de propriété intellectuelle et l'entreprenariat.

## Campus AGU
- Campus Sümer :

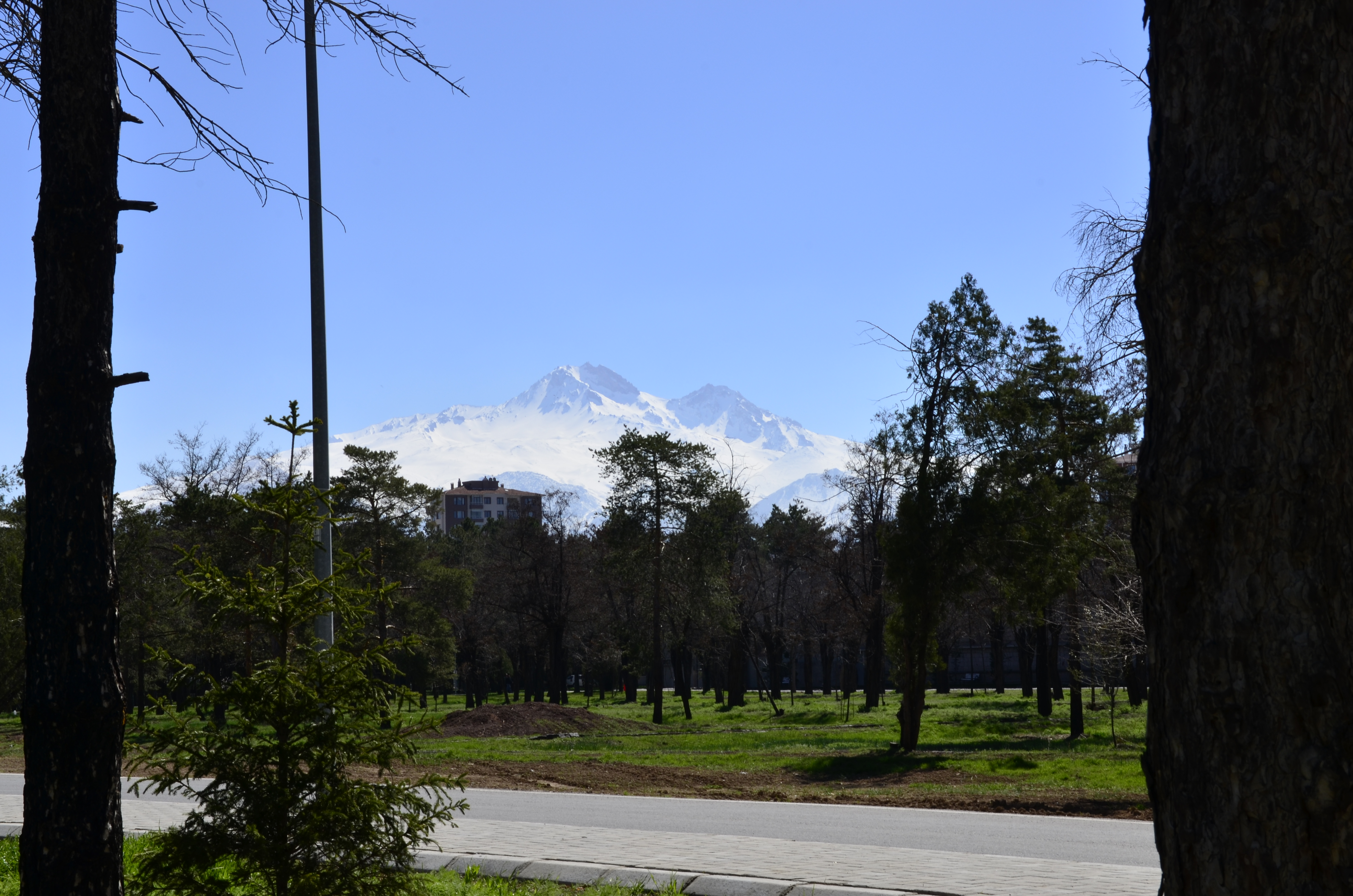
Vue de la montagne Erciyes depuis le campus Sümer

Le campus actuel d’AGU fut construit dans les bâtiments d’une ancienne usine textile et couvre une surface de 280,000 m2. Situé à 10 minutes du centre-ville, l’Université y propose des logements étudiants au sein du Village Étudiant.
Un nouveau bâtiment, le Steel Building, y a récemment été inauguré.         
- Campus Mimar Sinan :

AGU a entamé la construction du campus Mimar Sinan (d'après le célèbre architecte Kayssariote Mimar Sinan), à 14 km du centre-ville.
Une fois terminé, il deviendra le campus principal de l'Université et un système de navettes AGU le reliera au centre-ville. Il est également prévu qu'à l'avenir une ligne du tramway, le Kayseray, qui relie déjà le centre-ville d'est en ouest, traverse le campus.
La superficie totale prévue pour ce futur campus est de plus de 360.000 m2 (avec 2/3 réservés aux espaces verts et des forêts).

## Événements internationaux

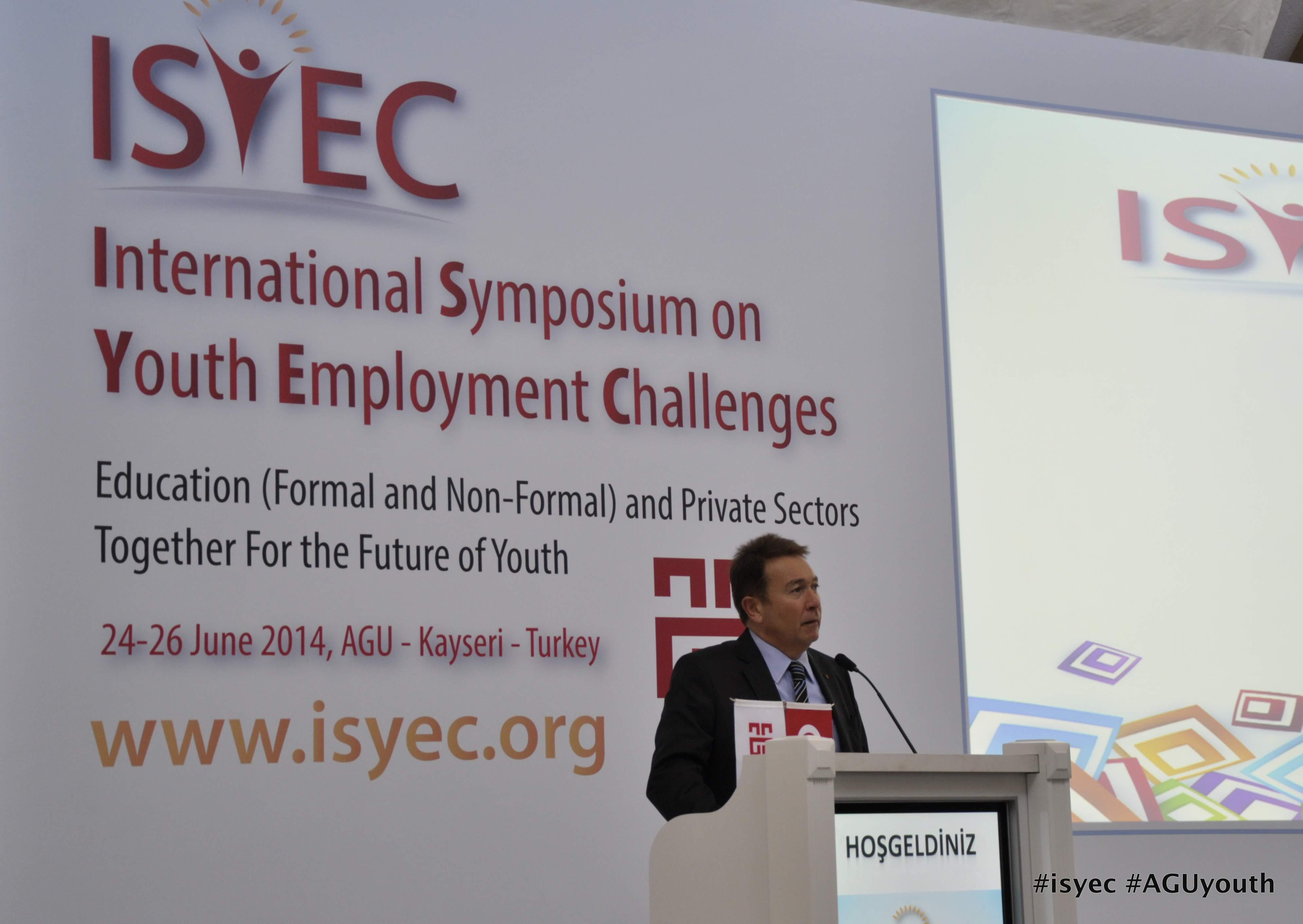
Discours d'ouverture du recteur pour ISYEC

Du 28 au 30 avril 2014, AGU a accueilli le premier Congrès International des Technologies Plasma (PLASMATECH 2014), qui a réuni des chercheurs et des praticiens du monde entier sur le thème des technologies de plasma et de leurs applications.
En juin 2014, AGU a également organisé le premier Symposium International sur les Défis de la Jeunesse Face à l’Emploi (ISYEC), avec les partenariats du ministère turc de la Jeunesse et des Sports, le Ministère de l’Union européenne et le Centre de ressources SALTO Euromed, afin de réunir des représentants des secteurs privé, public et de l’éducation (formelle et non-formelle), afin de travailler sur la coopération intersectorielle pour l'avenir de l'emploi des jeunes.
Les 18-22 octobre 2014, AGU a accueilli l'atelier international Cultural Heritage on the Road: the caravanserais of Turkey, qui a attiré des universitaires et des étudiants venant de huit pays différents. L'objectif de cet événement était de présenter une évaluation fondamentale de la recherche sur les caravansérails en faisant le point sur les études et les travaux de restauration et de préservation qui ont été menés ces dix dernières années sur les caravansérails en Turquie.